# Super Bowl XXXIII
Super Bowl XXXIII – 33. finał o mistrzostwo NFL w zawodowym futbolu amerykańskim, który rozegrano 31 stycznia 1999 roku, na stadionie Pro Player Stadium, w Miami, w stanie Floryda.
Mistrz konferencji AFC, drużyna Denver Broncos, pokonał mistrza konferencji NFC, drużynę Atlanta Falcons, uzyskując wynik 34–17.
Za faworytów spotkania uważana była drużyna z Denver.
Amerykański hymn państwowy przed meczem wykonała piosenkarka Cher. W przerwie w połowie meczu wystąpili: Gloria Estefan, Stevie Wonder oraz Big Bad Voodoo Daddy.
Tytuł MVP finałów zdobył John Elway, Quarterback zespołu Broncos.

## Ustawienia początkowe
| Denver            | Pozycja | Pozycja | Atlanta           |
| ----------------- | ------- | ------- | ----------------- |
| Ofensywa          |         |         |                   |
| Ed McCaffrey      | WR      | WR      | Terance Mathis    |
| Tony Jones        | LT      | LT      | Bob Whitfield     |
| Mark Schlereth    | LG      | LG      | Calvin Collins    |
| Tom Nalen         | C       | C       | Robbie Tobeck     |
| Dan Neil          | RG      | RG      | Gene Williams     |
| Harry Swayne      | RT      | RT      | Ephraim Salaam    |
| Shannon Sharpe    | TE      | TE      | O.J. Santiago     |
| Rod Smith         | WR      | WR      | Tony Martin       |
| John Elway        | QB      | QB      | Chris Chandler    |
| Terrell Davis     | RB      | RB      | Jamal Anderson    |
| Howard Griffith   | FB      | TE      | Brian Kozlowski   |
| Defensywa         |         |         |                   |
| Harald Hasselbach | LE      | LE      | Lester Archambeau |
| Keith Traylor     | LDT     | LDT     | Travis Hall       |
| Trevor Pryce      | RDT     | RDT     | Shane Dronett     |
| Maa Tanuvasa      | RE      | RE      | Chuck Smith       |
| John Mobley       | LOLB    | LOLB    | Cornelius Bennett |
| Glenn Cadrez      | MLB     | MLB     | Jessie Tuggle     |
| Bill Romanowski   | ROLB    | ROLB    | Henri Crockett    |
| Ray Crockett      | LCB     | LCB     | Ray Buchanan      |
| Darrien Gordon    | RCB     | RCB     | Michael Booker    |
| Tyrone Braxton    | SS      | SS      | William White     |
| Steve Atwater     | FS      | FS      | Eugene Robinson   |